# Lars Erik Eriksen
Lars Erik Eriksen   (Oslo, 29 de desembre de 1954) és un esquiador de fons noruec, ja retirat, que va competir durant les dècades de 1970 i 1980.
El 1980 va prendre part en els Jocs Olímpics d'Hivern de Lake Placid, on va disputar quatre proves del programa d'esquí de fons. Formant equip amb Ove Aunli, Per Knut Aaland i Oddvar Brå guanyà la medalla de plata en la prova del relleu 4x10 quilòmetres, mentre en els 50 quilòmetres fou quart i en els 15 i 30 quilòmetres desè. Quatre anys més tard, als Jocs de Sarajevo, va disputar tres proves del programa d'esquí de fons. Fou quart en el relleu 4x10 quilòmetres, sisè en els 30 quilòmetres i onzè en els 50 quilòmetres fou desqualificat.
En el seu palmarès també destaquen quatre medalles al Campionat del Món d'esquí nòrdic, una d'or, una de plata i dues de bronze, entre les edicions de 1978 i 1982. A la Copa del Món d'esquí de fons aconseguí dues victòries, una individual i una per equips. A nivell nacional guanyà quatre campionats de Noruega. El 1984 fou guardonat amb la Medalla Holmenkollen.
Una vegada retirat fou entrenador, entre d'altres, de Bjørn Dæhlie.